# Gare de MiamiCentral
 (janvier 2022).
Ne doit pas être confondu avec Gare centrale de Miami.
La gare de MiamiCentral est une gare ferroviaire américaine à Miami, dans le comté de Miami-Dade, en Floride. Ouverte le 19 mai 2018, elle constitue depuis ce jour le terminus sud de la Brightline.